# Fanjingshan
Planina Fanjing (kineski: 梵净山, pinyin: Fànjìngshān, što znači "Planina brahmnaske čiste zemlje") je planina i kineski prirodni rezervat, najviši vrh gorja Wuling , u kineskoj jugozapadnoj pokrajini Guizhou. Planina je dobila ime prema maitreja budističkom učenju „Budizam čiste zemlje” (梵天净土, Fantian Jingtu), te se smatra svetom planinom u kineskom budizmu.

## Prirodne odlike
Fanjingshan ima nadmorsku visinu od 480 do 2,570 m. Prirodni rezervat je osnovan 1978., a postao je UNESCO-ov rezervat biosfere 1986. god. Rezervat pokriva 567 km² te čuva uglavnom raznoliku primitivnu vegetaciju suptropskog i alpskog područja zapadne Kine. Geološki, Fanjingshan je otok metamorfnih stijena u moru krša, te je dom mnogim biljkama i životinjama koje su se razvile u tercijaru, prije 65 do 2 milijuna godina. Zbog toga je upisan na UNESCO-ov popis mjesta svjetske baštine u Aziji i Oceaniji, 2018. godine.
Izolacija ovog područja dovela je do visokog stupnja bioraznolikosti s endemskim vrstama kao što su fanjingshanska paprat (Abies fanjingshanensis) i Guizhou rinopitek (Rhinopithecus brelichi), te ugrožene vrste kao što su kineski divovski salamander (Andrias davidianus), šumski mošusni jelen (Moschus berezovskii) i Reeveov fazan (Syrmaticus reevesii). Fanjingshan ima najveću i najokupljeniju primorsku bukovu šumu u suptropskoj regiji.
- Fanjingshan
- Hram „Zlatni vrh crvenog oblaka”
- „Stijena gljiva”
- Prve od 3000 stuba do hrama
- Uspon do hrama

## Kulturne odlike
Fanjingshan se smatra svetom planinom, bodhimandom (daochangom), tj. mjestom gdje se dostiže prosvjetljenje maitreja budizma. Budizam je došao do Fanjingshana za dinastije Tang, najkasnije kad je Hou Hongren (侯弘仁) izgradio Zangke put (牂牁道) 639. god. kojim je uspostavljen prijevoz ovim planinskim područjem. Lokalni zapisi svjedoče da je pri tome izgrađeno nekoliko hramova. Ostali su izgrađeni tijekom sljedećih dinastija Sung i Yuan, no budizam je dosegao vrhunac za dinastija Ming i Qing kada je kult tianguan maitreje (天冠弥勒) postao dominantan. Tijekom Bozhou Tusi pobune koncem 16. st. hramovi su strašno stradali, te je nakon gušenja pobune Ming car Wanli naredio monahu Miaoxuanu (妙玄) da obnovi hramove „Zlatni vrh” i Cheng'en (承恩寺), te brojne druge. Većina hramova izgrađenih za dinastija Ming i Qing su pripadali budističkim sektama „Čiste zemlje” i Linji.
Od propasti dinastije Qin mnoge su hramove uništile lutajuće vojske i banditi, i u ovom području je ostala tek nekolicina monaha. Poslije nekoliko uništenja tijekom Kulturne revolucije, od 1980-ih budizam doživljava preporod. Mnogi stari hramovi su obnovljeni, a novi su izgrađeni, kao što su: Cheng'en, Huguo Chan (护国禅寺), Hram velikog zlatnog Bude (大金佛寺) i Longquan (龙泉寺). God. 2010. otvoren je „Budistički kulturni park Fanjingshan” sa Zlatnom dvoranom u kojoj se nalazi 5 m visok kip Maitreja Bude s 250 kg zlata i tisućama dragulja. Vjeruje se kako je to najveći zlatni Maitreja kip na svijetu.

## Vanjske poveznice
|  | Zajednički poslužitelj ima još gradiva o temi Fanjingshan |

- Službena stranica parka prirode Fanjingshan  Arhivirana inačica izvorne stranice od 14. kolovoza 2020. (Wayback Machine)